# Validering (läkemedel)
Validering menar inom läkemedelsindustrin upprättande av dokumenterade bevis, vilka med hög grad av säkerhet säkerställer att en specifik process konsekvent kommer att producera en produkt som uppnår sina förutbestämda specifikationer och kvalitativa egenskaper. Denna definition är den ursprungliga och definierades av Food and Drug Administration i USA i mitten på 1970-talet. 

## Valideringsprocessen
En validering består av ett antal steg som ska göras och vara klara innan en komplett validering är avslutad, och en produktion av ett läkemedel kan starta. Dessa steg måste göras i nämnd ordning, och dokumenteras av utsedd personal och dokumenteras enligt standard. En generell regel är att det som inte är dokumenterat är ej heller utfört, då det inte finns konkreta bevis. Hela ansvaret för att validering utförts och att läkemedelstillverkningen uppfyller myndighetskraven åligger läkemedelsproducenten. 

### Validation Plan
Det första steget är en valideringsplan, som fastlägger vem som gör vad och är ansvaring för de olika stegen i valideringen, ofta även en tidsplan. Detta steg kallas "Validation Plan" (VP). En VP kan även vara en del av en validering av en större validering, till exempel en validering av en hel ny produktionsanläggning eller fabrik. Om så är fallet finns en övergripande Master Validation Plan (MVP), i vilken fler VP ingår.

### User Requirements Specification
Nästa steg i en validering är "User Requirements Specification", eller URS, och i detta dokument fastläggs vad som behövs, baserat på processparametrarna och behov för processen. Det är viktigt att förstå att man i detta steg inte bestämmer vilken utrustning som behövs, utan specificerar de krav som man har både ur funktions och användarhänseende, samt även regulatoriska krav. 

### Functional Design Specification
Därefter görs en "Functional Design Specification" (FDS), i vilken man bestämmer vilken utrustning och konstruktion som behövs för att uppfylla kraven som specificerats i User Requirements Specification. I denna fas kommer även andra parametrar till som till exempel ekonomiska hänsyn, dokumentationskrav, garantier och leveranstider, och denna fas sker ofta i samarbete med potentiella leverantörer.
Det är sedan den valda leverantörens ansvar att leverera en utrustning som uppfyller alla de ställda kraven i Functional Design Specification.
De två stegen User Requirements Specification och Functional Design Specification brukar ibland tillsammans kallas för Design Qualification (DQ), för att summera vad som behöver göras innan en utrustning beställs. Vidare, men av ej regulatoriskt intresse, finns ett antal steg som pris, leveransdatum, garantier, reservdelar och support inkluderade.

### Tillverkning, leverans m.m.
Sedan utförs ett antal steg som åligger tillverkaren av utrustningen, det vill säga konstruktion, tillverkning, testning, dokumentation, manualer, leverans, 'commissioning', och en eventuell Site Acceptance Test (SAT), innan leveransen är komplett, och godkänd av läkemedelstillverkaren. När detta steg utförts kan man säga att leveransen är komplett, och ansvaret för utrustningen och utförandet av efterföljande valideringssteg åligger läkemedelsproducenten. Eventuellt kan kunden (läkemedelsproducenten), utföra en Factory Acceptance Test (FAT), för att förvissa sig om att en utrustning uppfyller kraven före leverans. Detta är i synnerhet aktuellt om en utrustning är komplicerad, specialbyggd, och ska transporteras långt.

### Installation Qualification
När detta är klart görs "Installation Qualification" (IQ), vilket innebär att man kontrollerar hela utrustningen, design, att alla inställningar och parametrar enligt vad som överenskommits. En viss del av IQ, kan även betraktas som dokumentation av utrustningens "startinställningar", utan direkta krav. Detta kan förefalla en aning märkligt, men det kan vara viktigt att dokumentera en utrustning "as is", , då detta kan vara av intresse för framtiden, emedan inga direkta krav föreligger.

### Operational Qualification
Därefter utförs "Operational Qualification" (OQ), vilken verifierar samtliga komponenters korrekta funktion, både som enskilda sådana men även som delar av ett större system om så är fallet. I princip görs hela OQ gentemot de acceptanskriteria som leverantören av utrustningen utlovat. Det är lämpligt att som sista del av OQ-utförandet även verifiera att alla erhållna värden/resultat uppfyller processens krav, vilka specificerats i URS.

### Process/Performance Qualification
Nästa steg i en validering kallas Process Qualification eller Performance Qualification och förkortas PQ. I denna fas verifieras att de metoder som ingår i processen fungerar korrekt i en specifik utrustning, eller att olika linjedelar arbetar korrekt ihop under ett övergripande styrsystem. PQ inkluderar även kontroll av att tillverknings/packningsdokument är framtagna och att skriftliga arbetsrutiner (Standard Operating Procedure)finns framtagna. 
Sista steget (som ibland kombineras ihop med PQ) kallas PV, processvalidering. Tidigare har processvalidering alltid omfattat minst tre läkemedelssatser efter varandra, där alla resultat ligger inom specifikationsgränserna för att processen ska anses validerad. 
Efter 2010 har USA:s livsmedels- och läkemedelsmyndighet FDA ändrat sina guidelines och idag ligger tonvikten på att bevisa att processen konsekvent ger stabila resultat över tid. 
Antalet tillverkade satser som följs upp med utökad provtagning ska då väljas utifrån den processkunskap man har. Det åligger tillverkaren att bedöma om man har tillräckligt material från utveckling och uppskalning eller behöver bygga på sin processkunskap mer. Validering kan därmed omfatta de första satserna och sedan stickprov på satser under en period om flera månader. Om produkten däremot bara skiljer sig genom t.ex. ett smakämne, så kan omfattningen av valideringen begränsas med en vetenskapligt sund motivering.

### Godkännande
När allt det som beskrivits ovan utförts och i nämnd ordning ska det finnas ett officiellt godkännande av att processen är validerad, och produktionen av läkemedlet kan därefter tas i drift.

### Validering i förvaltningsfasen
Efter drifttagning ska den validerade statusen vidmakthållas. För att åstadkomma det är det viktigt att ändringar som införs hanterats och godkänts i en ändringsprocess (Change Control Management).  I hanteringen ingår att bedöma påvekan av ändringen, ökar / minskar ändringen risker (tex patientrisker), hur införs ändringen för att minimera risker och störningar. Alla ändringar ska dokumenteras och om tex krav ändras så ska dokumentation för URS uppdateras.    

### Avveckling
När ett validerat objekt ska sluta användas och avvecklas ska detta också ske på ett kontrollerat sätt. I avvecklingen tar man ställning till om tex utrustningen ska sparas eller slängas. För processer och IT-system ska man ta ställning till vilken information som kan slängas eller ska sparas samt hur det som sparas ska vara åtkomligt för inspektion efter avveckling. Det finns regulatoriska krav som reglerar arkiveringstiden.  